# Junkers Jumo 207

Junkers Jumo 207, Schnittmodell

Der Jumo 207 war ein Gegenkolbenmotor und stellte eine Weiterentwicklung des Jumo 205 dar, um einen brauchbaren Höhenmotor zu erhalten.

## Geschichte
Die Firma Junkers hatte bereits große Anstrengungen auf dem Gebiet des Höhenfluges unternommen. Mit der Ju 49 und dem mit einem Höhenlader ausgestatteten Junkers-Motor L88 war schon eine Höhe von 13.000 Metern erreicht worden. Der Abgasturbolader (ATL) stellte die bessere Aufladungsmethode dar, da er keine Leistung vom Motor abzweigte, der Dieselmotor mit seinen geringeren Abgastemperaturen und der höheren Verdichtung war dafür bestens geeignet.
Deshalb wurde bereits 1932 während der Entwicklung des Jumo 205 geplant, diesen mit einem ATL als Höhenmotor zu verwenden. Bis 1936 hatten die Ingenieure von Junkers bereits Volldruckhöhen von 10.000 Metern erreicht. Die größten Probleme bereiteten der ATL als neue Technologie und dessen Integration in das Motorsystem, da der Gegenkolbenmotor mit einem Spülgebläse ausgerüstet war. Zusätzlich sah das Reichsluftfahrtministerium (RLM) keinen Bedarf an solch einem Motor, weder für die zivile noch für die militärische Luftfahrt, deshalb wurde das Projekt gestoppt. Mit dem Ausbruch des Zweiten Weltkrieges beauftragte das RLM jedoch die Firma Junkers mit einem „Sonderauftrag“ für einen Höhenmotor.
So wurde der Jumo 207A zur Serienreife gebracht. Er besaß den Motorblock des Jumo 205 und war mit einem ATL sowie Ladeluftkühlung ausgestattet. Der Motor leistete in einer Volldruckhöhe von 10.000 Metern 880 PS bei einer Drehzahl von 2800/min. In der Ju 86P gewährleisteten zwei dieser Triebwerke sichere Aufklärungsflüge in Höhen über 12.000 Metern. Mit der Weiterentwicklung der Flugmotoren im Verlauf des Krieges genügte diese Höhe jedoch schon bald nicht mehr. Die weiterentwickelte Version Jumo 207B erreichte die Volldruckhöhe von 10.500 Metern. Dies wurde über eine Drosselung des ATL in Bodenhöhe erreicht. Damit leistete der Motor 800 PS am Boden, in einer Höhe von 10.000 Metern gab er 750 PS ab, bei 14.000 Metern wurden immer noch 500 PS geleistet. Ohne den ATL wären es in 14.000 Metern Höhe nur noch 150 PS, diese Höhe hätte er allerdings so nicht erreichen können. Die aerodynamisch verbesserte Ju 86R konnte mit dem Jumo 207B ungefährdet Flüge bis in Höhen von 15.000 Metern durchführen. Für die Flugboote, die ihre größte Leistung beim Start benötigen, wurde der Jumo 207C geschaffen. Hier wurde der ATL ungedrosselt verwendet und eine Leistung von 1100 PS bei einer Drehzahl von 3000/min auf Meereshöhe geleistet. Das Großflugboot Blohm & Voss BV 222 benötigte allerdings eine nochmals gesteigerte Leistung. Darum wurde für den Jumo 207D die Bohrung auf 110 mm erweitert, somit ergab sich ein Hubraum von 18.250 cm³ und er leistete so 1200 PS bei einer Drehzahl von 3000/min. Im Jahre 1944 war er einsatzbereit, doch durch die Kriegsereignisse bestand kein Bedarf mehr.
Der Jumo 207 war ein Motor mit sehr speziellem Einsatzbereich, deshalb wurde er nur in einer Kleinserie gebaut. Insgesamt können nicht mehr als 200 bis 300 Motoren gefertigt worden sein.

## Technische Daten
| Kenngröße                 | Daten (Junkers Jumo 207A)                     |
| ------------------------- | --------------------------------------------- |
| Hersteller                | Junkers Motorenwerke                          |
| Baujahr                   | 1939                                          |
| Bauart                    | 6-Zylinder-Gegenkolbenmotor, Zweitakt, Diesel |
| Hubraum (Bohrung × Hub)   | 16,62 l (105 mm × 2 × 160 mm)                 |
| Verdichtung               | 18,0                                          |
| Aufladung                 | Spülgebläse mit ATL                           |
| Länge                     | 2173 mm                                       |
| Breite                    | 730 mm                                        |
| Höhe                      | 1369 mm                                       |
| Trockenmasse              | 805 kg                                        |
| Startleistung             | 880 PS (647 kW) bei 2800/min                  |
| Steig- und Kampfleistung  | 750 PS (552 kW) bei 2500/min                  |
| Volldruckhöhe             | 10.000 m                                      |
| spez. Kraftstoffverbrauch | 170 g/PSh (231 g/kWh)                         |
| spez. Masse               | 0,91 kg/PS (1,24 kg/kW)                       |
| Hubraumleistung           | 53,0 PS/l (39,0 kW/l)                         |
| Untersetzung              | 0,63                                          |

## Varianten
- Jumo 207A – Höhenmotor mit ATL, Spülgebläse, Ladeluftkühler, 10 km Volldruckhöhe, Kleinserie
- Jumo 207B – verbesserter Höhenmotor, 10,5 km Volldruckhöhe, Kleinserie
- Jumo 207C – überladener Bodenmotor, ATL, Spülgebläse, 5 km Volldruckhöhe, Kleinserie für BV 222
- Jumo 207D – überladener Bodenmotor, vergrößert auf 18,2 l Hubraum, sonst wie 207C, nur Prüfstand